# Picot tridàctil
El picot tridàctil o picot tridàctil eurasiàtic (Picoides tridactylus), és un ocell de la família dels pícids (Picidae) de mitjana grandària, amb una longitud de 21,5 - 24 cm. De color negre al cap, les ales i la cua, i blanc des de la gola fins al ventre. Flancs i parts posteriors de color blanc amb ratlles negres. Cua negra amb les plomes exteriors blanques amb ratlles negres. Mascle amb capell groc.
És l'únic picot eurasiàtic amb tres dits i el mascle es diferencia fàcilment de les altres espècies de picots de la zona per ser l'únic que presenta un capell groc.
Durant l'època de reproducció habita boscos de coníferes del nord d'Euràsia, des de Noruega, a través de Sibèria fins a Corea, amb poblacions als Alps i Carpats.
Es tracta en general d'ocells sedentaris, però les aus de més al nord fan moviments cap al sud i les que viuen a grans altituds baixen de cota a l'hivern.
La parella de picots excava cada any un niu nou, normalment al tronc d'una conífera morta, però també en arbres vius i encara pals.
Cerquen a les coníferes larves d'escarabats de la fusta i altres insectes. També poden menjar fruites i saba dels arbres.

## Sistemàtica
Arran estudis d'ADN mitocondrial, tres subespècies nord-americanes que s'incloïen dins P. Tridactylus, es consideren avui una espècie diferent, Picoides dorsalis.
La gran variació individual i les poblacions intermèdies fan complicat la divisió en subespècies, de les quals se n'han descrit almenys cinc: 
- Picoides tridactylus tridactylus (Linnaeus, 1758), des del nord d'Europa fins al nord de Mongòlia, Manxúria i Sakhalín.
- Picoides tridactylus crissoleucus Reichenbach, 1854. A la taigà des dels Urals fins al mar d'Okhotsk
- Picoides tridactylus albidior Stejneger, 1885. Península de Kamtxatka.
- Picoides tridactylus alpinus Brehm, 1831. Des de les muntanyes d'Europa fins al nord-est de Corea i l'illa de Hokkaido, al Japó.
- Picoides tridactylus funebris Verreaux, 1870. A l'oest de la Xina i el Tibet.